# Ткач Дмитро Іванович (науковець)
Дмитро Іванович Ткач (5 травня 1939, Ашгабат, Туркменська РСР) — український вчений у галузі нарисної геометрії та педагогіки, організатор освіти. Кандидат технічних наук, професор. Завідувач кафедри нарисної геометрії та дизайну ПДАБА.

## Біографія
Народився в Ашгабаті. У 1961 році випустився з факультету промислового та цивільного будівництва Дніпропетровського інженерно-будівельного інституту та залишився на посаді викладача на кафедрі нарисної геометрії і графіки. У 1965 році вступив до аспірантури під керівництвом М. Л. Русскевича. З того часу він розпочав читати лекції з нарисної геометрії для студентів архітектурного факультету і одночасно проводив дослідження в галузі архітектурної перспективи, що стала головною темою його кандидатської дисертації.
З 1978 по 1982 роки завідував кафедрою історії, теорії архітектури і архітектурної графіки, з 2000 по 2003 роки — кафедрою основ дизайну Відкритого міжнародного університету розвитку людини «Україна», з 2010 по 2019 роки[джерело?] — кафедрою нарисної геометрії і графіки ПДАБА.

## Наукова діяльність
Зробив значний вклад у розвиток вітчизняної нарисної геометрії та інженерної графіки, розробив методіку навчання майбутніх архітекторів нарисній геометрії .
Наукова діяльність пов'язана з розробкою системної нарисної геометрії. Запропонував новітні раціональні графічні технології побудови та взаємного перетворення оборотних та наочних зображень, у тому числі нелінійних перспектив. Описав новий клас алгебраїчних поверхонь 4-го порядку (кіноперспективних), а також зображальні та конструктивні властивості золотих ліній та золотих поверхонь.
Бере участь у науково-практичних конференціях, присвячених сучасним проблемам геометричного моделювання об'єктів, а також в галузі педагогіки вищої освіти. Він є автором 149 наукових і науково-методичних публікацій і володіє 4 патентами на корисні моделі.
Виступив співавтором багатьох відомих підручників та довідників, таких як «Збірник задач з нарисної геометрії», «Справочник по инженерно-строительному черчению», «Архитектурное черчение. Справочник», а також автором численних наукових праць та методичних посібників з нарисної геометрії, перспективи та педагогіки.

## Наукові праці
- Ткач Д. И. Системная начертательная геометрия (учебное пособие для студентов-архитекторов и дизайнеров). Издательство «ПГАСА», Днепропетровск, — 2011, — 384 с.
- Ткач Д. І. Система навчання нарисної геометрії майбутніх архітекторів. (монографія). Видавництво «Свідлер А. Л.», Дніпропетровськ, — 2014, — 264 с.
- Д. И. Ткач, Н. Л. Русскевич, П. Р. Ніринберг, М. Н. Ткач. Архитектурное черчение. Справочник. (під редакцією канд. техн. наук. Д. І. Ткача) — К.: «Будивельник», 1991, — 272 с.
- М. Л. Русскевич, В. Л. Кравченко, Д. І. Ткач, Н. М. Жук, Л. К. Медведєва, Ю. М. Сисоев. Збірник задач з нарисної геометрії — Видавниче об'єднання «Вища школа», Головне видавництво. — К.: 1973, 152 с.
- Ткач Д. И. Некоторые вопросы исследования центральных проекций и моделирования пространства аппаратом центрального подвижного проецирования применительно к построению архитектурных перспектив : дис. канд. тех. наук. Москва, 1970. URL: https://archive.org/details/20250604_20250604_1004/mode/2up (дата звернення: 24.06.2025).